# Nikon D80
Nikon D80 – lustrzanka cyfrowa firmy Nikon, zaprezentowana 9 sierpnia 2006 r. Aparat został wyposażony w matrycę CCD w formacie DX o rozdzielczości 10 megapikseli. Jest następcą modeli D70 oraz D70s.